# Обнаружение аномалий
Обнаружение аномалий — динамический метод работы антивирусов, систем сетевого мониторинга, хостовых и сетевых систем обнаружения вторжений.
Программа, использующая этот метод, наблюдает определённые действия (работу программы/процесса, сетевой трафик, работу пользователя), следя за возможными необычными и подозрительными событиями или тенденциями.
Антивирусы, использующие метод обнаружения подозрительного поведения программ, не пытаются идентифицировать известные вирусы. Вместо этого они прослеживают поведение всех программ. Это помогает исключить опасность полиморфизма вирусов. Если программа пытается записать какие-то данные в исполняемый файл (exe-файл), программа-антивирус может пометить этот файл, предупредить пользователя и спросить, что следует сделать.
В отличие от метода соответствия определению вируса в словаре, метод подозрительного поведения даёт защиту от совершенно новых вирусов и сетевых атак, которых ещё нет ни в одной базе вирусов или атак. Однако программы, построенные на этом методе, могут выдавать также большое количество ошибочных предупреждений, что делает пользователя маловосприимчивым к предупреждениям. Если пользователь нажимает мышью на окно «Принять» («Accept») в каждом случае появления такого предупреждения, антивирусная программа не приносит никакой пользы. В последнее время эта проблема ещё более усугубилась, так как стало появляться всё больше невредоносных программ, модифицирующих другие exe-файлы, несмотря на существующую проблему ошибочных предупреждений.